# IC 1184
IC 1184  ist eine zufällige Anordnung von Sternen im Sternbild des Herkules. Entdeckt wurde das Objekt am 1. Juni 1888 von Guillaume Bigourdan.